# Gunnel Lindblom
Gunnel Märtha Ingegärd Lindblom (født 18. december 1931, død 24. januar 2021) var en svensk skuespillerinde og instruktør. På film var huskes hun især fra Ingmar Bergmans værker som Det syvende segl (1957), Ved vejs ende (1957) og Lys i mørket (1963). Ved siden af filmroller nåede Lindblom også at medvirke i utallige teaterstykker på Dramaten, hvor hun også fungerede som instruktør.
Gunnel Lindblom ligger begravet på Hedvig Eleonora kyrka i Stockholm.

## Udvalgt filmografi
- Kærlighed (1952)
- Den blodrøde blomst (1956)
- Det syvende segl (1957)
- Ved vejs ende (1957)
- Jomfrukilden (1960)
- Lys i mørket (1963)
- Stilheden (1963)
- Hvem vil ha' min kone? (1964)
- Elskende par (1965)
- Erotisk besættelse (1965)
- Sult (1966)
- Scener fra et ægteskab (1974)
- Sally og friheden (1981, også instruktør)
- Bag jalousien (1984)
- Nadja (kortfilm, 1995)
- Når mørket er forbi (2000)
- Kaspar i Nudådalen (julekalender, 2004)
- Mænd der hader kvinder (2009)
- Kommissæren og havet (tv-serie, 2011)